# Adolf Bergman
Adolf Bergman (14 avril 1879 - 14 mai 1926) fut un ancien tireur à la corde suédois. Il a participé aux Jeux olympiques de 1912 avec l'équipe de la Police de Stockholm de tir à la corde et remporta la médaille d'or.